# Temnine el-Faouqa

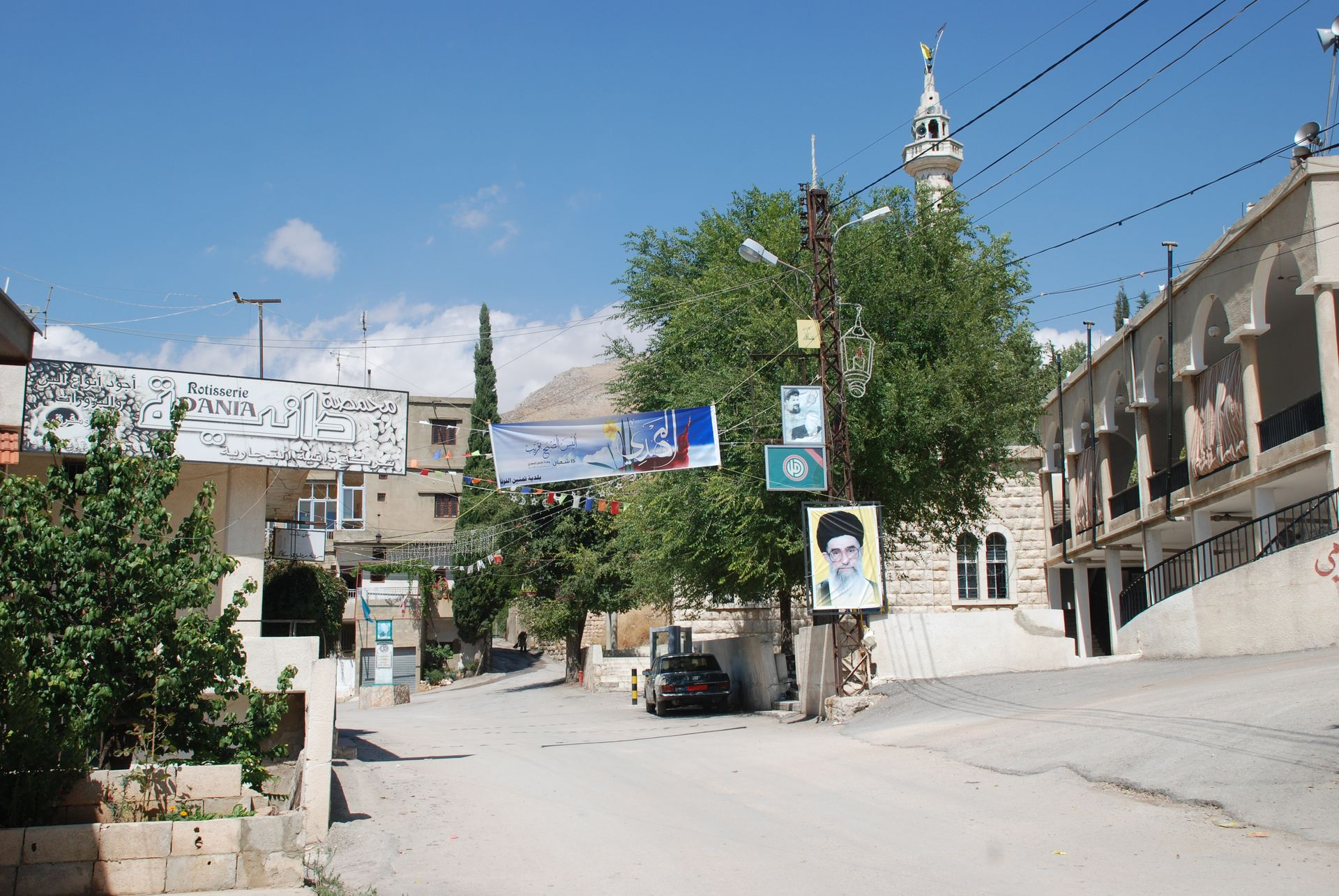
Ortsmitte, rechts die Schule, dahinter die Moschee

Temnine el-Faouqa, arabisch تمنين ألفوقا, Temnine al-Fawqa, Tamnine; ist ein Dorf am Westrand der Bekaa-Ebene im Libanon. Oberhalb des Ortes ist ein Nymphäum aus römischer Zeit erhalten.

## Lage
Temnine el-Faouqa liegt im Distrikt Baalbek innerhalb des Gouvernement Baalbek-Hermel. Der Ort liegt auf etwa 1100 Meter Höhe in einem Taleinschnitt am Osthang des Dschebel Sannin, dessen Gipfel mit 2682 Meter die höchste Erhebung des südlichen Libanongebirges bildet. Dieses Bergmassiv senkt sich zur Bekaa-Ebene in teilweise steilen Hügeln zwischen zergliederten Tälern ab. Die in den Talmulden liegenden Dörfer sind nur auf Stichstraßen von der Ebene aus erreichbar. Im südlich benachbarten Seitental liegt das Dorf Niha, in den Bergen oberhalb das römische Pilgerziel Hosn Niha, im nördlichen Tal das Dorf Qsarnaba. In diesen Nachbarorten sind Tempelruinen aus römischer Zeit erhalten.
Von Zahlé führt die westliche der beiden Straßen nach Baalbek etwa acht Kilometer in nordwestlicher Richtung am Fuß der Berge entlang. An einer neuen Straßensiedlung zweigt links eine  Nebenstraße ab, die nach 1,5 Kilometer den Ort erreicht. Wie im Bereich der Nachbarorte werden auch hier an den flachen Hängen hauptsächlich Weintrauben angebaut.

## Ortsbild
Temnine el-Faouqa hat im Unterschied zum christlichen Niha fast ausschließlich schiitische Einwohner. Der Ort wird von lokalen Mitgliedern der Hisbollah kontrolliert. Am Zentrumsplatz endet die Zufahrtsstraße. Hier liegen die Schule und die Al-Husseinieh-Moschee. Unterhalb wächst der Ort durch Neubauten entlang der Straße, oberhalb des Platzes führen schmale, gewundene Straßen durch den älteren Ortsteil. Die Einwohnerzahl wurde in den 1930er Jahren auf 300 bis 400 geschätzt, sie dürfte 2010 über 1000 liegen.

## Römisches Brunnenheiligtum
Ein Kilometer oberhalb des Ortes entlang einer steil in die Berge führenden schmalen Straße liegt das Nymphäum in einem kleinen, geschützten Pinien- und Zypressenwald. Es wird arabisch Ain el-Jeb („Quelle des Brunnens“) genannt. Das Heiligtum wurde oberhalb eines Baches teilweise in den Steilhang hineingebaut. Es besteht aus einem kleinen tonnenüberwölbten Raum, in dessen Boden in der Mitte ein vier Meter tiefer Schacht senkrecht nach unten gemauert ist. Dieser biegt am Grund nach hinten um und ist normalerweise, zumindest im Winter und Frühjahr, mit Grundwasser gefüllt.

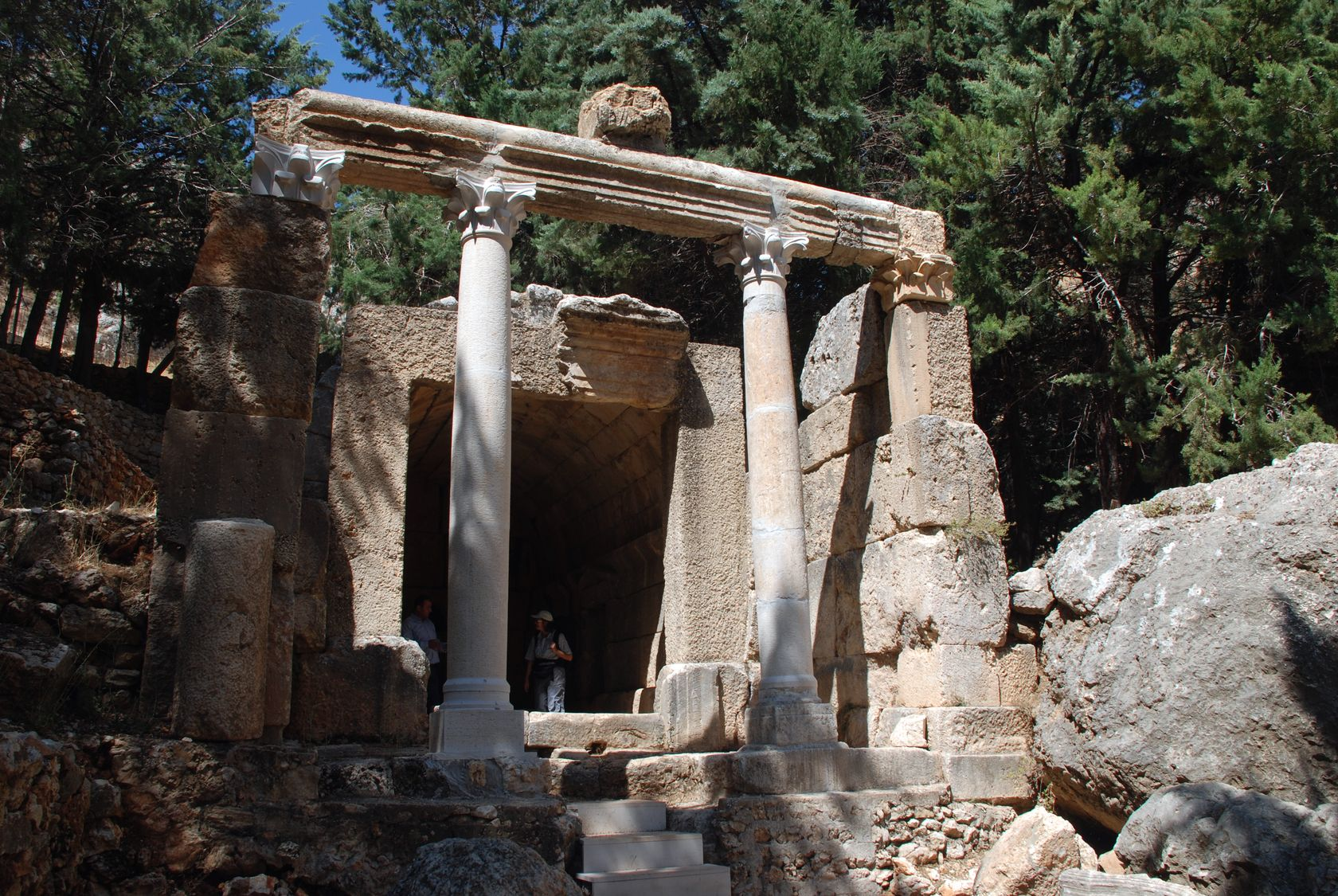
Nymphäum

Die Innenwände bestehen bis zum Gewölbeansatz aus vier Schichten von massiven, grob behauenen Quadern. Die oberste Schicht wird durch ein unfertiges Gesims abgeschlossen. Am hinteren Ende ist eine leicht erhöhte Plattform als Adyton erhalten. In der kleinen halbkreisförmigen Nische an der Rückwand dürfte ein Abbild der Gottheit gestanden haben. Es war wohl eine Lokalgottheit des fließenden Wassers, die in stark verwittertem Zustand auf einer Steinplatte zu erkennen ist.
Dem Gewölberaum war in der Form einer Ante ein Vorraum angefügt, der mit einem Architrav mit drei Fascien (waagrechte Streifen) und einem oberen Wulst abschloss. Der Treppenaufgang führt in der Mitte zwischen zwei Säulen mit korinthischen Kapitellen hinauf, die den Architrav tragen. Der Vorbau zeigt sich stark restauriert, das rechteckige Portal wurde aus Beton ergänzt. Nur der Gewölbebogen und zwei Steinreihen der Seitenwände waren vor der Restaurierung erhalten. Die Steinblöcke der Seitenwände wurden wieder aufgeschichtet, die Säulen und Kapitelle sind großteils neu gefertigt. An der Oberseite des Gewölbes sind in Längsrichtung eingetiefte Rillen zu sehen. Möglicherweise dienten sie als Auflager für eine hölzerne Überdachung.